# Carnaval (Schumann)
Pour les articles homonymes, voir Carnaval (homonymie).
 (décembre 2023).
Si vous disposez d'ouvrages ou d'articles de référence ou si vous connaissez des sites web de qualité traitant du thème abordé ici, merci de compléter l'article en donnant les références utiles à sa vérifiabilité et en les liant à la section « Notes et références ».
 (décembre 2023).
La mise en forme du texte ne suit pas les recommandations de Wikipédia : il faut le « wikifier ».
Les points d'amélioration suivants sont les cas les plus fréquents. Le détail des points à revoir est peut-être précisé sur la page de discussion.
- Les titres sont pré-formatés par le logiciel. Ils ne sont ni en capitales, ni en gras.
- Le texte ne doit pas être écrit en capitales (les noms de famille non plus), ni en gras, ni en italique, ni en « petit »…
- Le gras n'est utilisé que pour surligner le titre de l'article dans l'introduction, une seule fois.
- L'italique est rarement utilisé : mots en langue étrangère, titres d'œuvres, noms de bateaux, etc.
- Les citations ne sont pas en italique mais en corps de texte normal. Elles sont entourées par des guillemets français : « et ».
- Les listes à puces sont à éviter, des paragraphes rédigés étant largement préférés. Les tableaux sont à réserver à la présentation de données structurées (résultats, etc.).
- Les appels de note de bas de page (petits chiffres en exposant, introduits par l'outil «  Source ») sont à placer entre la fin de phrase et le point final[comme ça].
- Les liens internes (vers d'autres articles de Wikipédia) sont à choisir avec parcimonie. Créez des liens vers des articles approfondissant le sujet. Les termes génériques sans rapport avec le sujet sont à éviter, ainsi que les répétitions de liens vers un même terme.
- Les liens externes sont à placer uniquement dans une section « Liens externes », à la fin de l'article. Ces liens sont à choisir avec parcimonie suivant les règles définies. Si un lien sert de source à l'article, son insertion dans le texte est à faire par les notes de bas de page.
- La présentation des références doit suivre les conventions bibliographiques. Il est recommandé d'utiliser les modèles {{Ouvrage}}, {{Chapitre}}, {{Article}}, {{Lien web}} et/ou {{Bibliographie}}. Le mode d'édition visuel peut mettre en forme automatiquement les références.
- Insérer une infobox (cadre d'informations à droite) n'est pas obligatoire pour parachever la mise en page.

Pour une aide détaillée, merci de consulter Aide:Wikification.
Si vous pensez que ces points ont été résolus, vous pouvez retirer ce bandeau et améliorer la mise en forme d'un autre article.
Carnaval, op. 9 est une œuvre pour piano composée par Robert Schumann.

## Description
Écrite en 1834-1835 et dédiée au violoniste Karol Lipiński, elle a pour sous-titre Scènes mignonnes sur quatre notes. Elle consiste en 22 pièces pour piano reliées par un motif récurrent.
Dans chaque section de Carnaval apparaît une ou deux séries de notes :
- la-mi bémol-do-si, qui donne en notation allemande A-S-C-H, où mi bémol (Es), est transcrit  en S :
- la bémol-do-si, qui donne As-C-H.

Les deux séries donnent le nom de la ville d'Asch, alors allemande (et devenue par la suite Aš, en République tchèque), dans laquelle était née Ernestine von Fricke, fiancée de Robert Schumann à cette époque. Ce sont aussi quatre lettres du mot Schumann qui peuvent être interprétées comme des notes en allemand.
Dans son Carnaval, Schumann va plus loin musicalement que dans Papillons, car il y conçoit lui-même l'histoire dont il est l'illustration musicale. Carnaval est connu pour ses sons harmoniques succédant à de violents accords dans le grave du piano.

## Sections
Bien que l'œuvre comporte 22 morceaux, seulement 20 sont numérotées. « Sphinx » et « Intermezzo : Paganini » n'ont pas de numéros.
Les sections de Carnaval sont les suivantes :
1. Préambule (la bémol)
2. Pierrot (mi bémol)
3. Arlequin (si bémol)
4. Valse noble (si bémol)
5. Eusebius (mi bémol ; dépeignant le côté calme, décidé du compositeur)
6. Florestan (sol mineur; dépeignant le côté impétueux du compositeur)
7. Coquette (si bémol ; dépeignant la domestique aguichante de  Friedrich Wieck)
8. Réplique (sol mineur)
Sphinx
9. Papillons (si bémol)
10. A.S.C.H. - S.C.H.A: Lettres Dansantes (en dépit du titre, le motif utilisé est As.C.H= la bémol-do-si; mi bémol)
11. Chiarina (ut mineur; dépeignant Clara Wieck)
12. Chopin (la bémol)
13. Estrella (fa mineur; dépeignant Ernestine von Fricken)
14. Reconnaissance (la bémol)
15. Pantalon et Colombine (fa mineur)
16. Valse Allemande (la bémol)
Intermezzo : Paganini (fa mineur; avec une reprise de la Valse Allemande)
17. Aveu (fa mineur)
18. Promenade (ré bémol)
19. Pause (la bémol ; menant directement sans pause à la...)
20. Marche des "Davidsbündler" contre les Philistins (la bémol, avec de nombreuses citations des morceaux précédents).
Schumann avait créé un club, « les Davidsbündler » - les compagnons de David - qui se réunissait au Kaffeebaum de Leipzig, formé de personnages réels et imaginaires, lui-même sous plusieurs formes (Eusebius le gentil poète, Florestan le véhément) avec des membres d'honneur comme Chopin et Paganini. Le but du club était de lutter contre les Philistins qui, dans la littérature allemande du XIXe siècle en particulier, désignaient les personnes étrangères aux universités, les bourgeois.

## Ballet de Michel Fokine

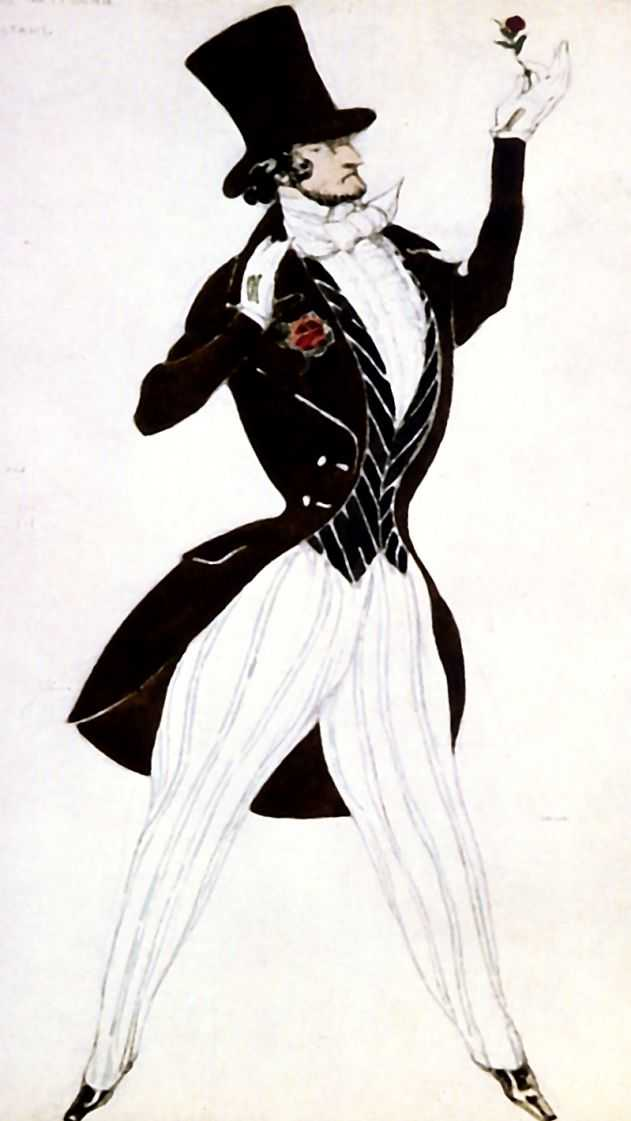
Dessin de Bakst

En 1910, Michel Fokine crée à Pavlovsk le ballet Carnaval, avec des décors et costumes de Léon Bakst et comme interprètes Tamara Karsavina (Columbine), Leonid Leontiev (Harlequin), Vera Fokina (Chiarina), Ludmilla Schollar (Estrella), Bronislava Nijinska (Papillon), Vsevolod Meyerhold (Pierrot), Vasily Kiselev (Florestan) et Alexandre Chiriaev (Eusebius).
Le ballet est remonté par les Ballets russes de Serge de Diaghilev la même année à Paris.